# Dasylepis seretii
Dasylepis seretii är en tvåhjärtbladig växtart som beskrevs av De Wild. Dasylepis seretii ingår i släktet Dasylepis och familjen Achariaceae. Inga underarter finns listade i Catalogue of Life.